# Pachyanthidium nigrum
Pachyanthidium nigrum är en biart som beskrevs av Pasteels 1984. Pachyanthidium nigrum ingår i släktet Pachyanthidium och familjen buksamlarbin. Inga underarter finns listade i Catalogue of Life.